# Francisco Reinafé
Francisco Reinafé o Reynafé (Tulumba en la actual provincia de Córdoba, Virreinato del Río de la Plata, 1796 - Cayastá, provincia de Santa Fe, Argentina, marzo de 1840) fue un militar argentino, caudillo local de la provincia de Córdoba, que junto a sus hermanos formaron un clan político conocido como los hermanos Reynafé o Reinafé. Gobernaron la provincia de Córdoba en la década de 1840 y fueron los mentores de la muerte del gran caudillo federal Facundo Quiroga.
Hijo de un inmigrante irlandés que cambió su apellido para castellanizarlo, era hermano de Guillermo, José Antonio y José Vicente Reinafé. Tuvo una educación apenas elemental en la ciudad de Córdoba, y se dedicó a administrar sus estancias.

## La guerra contra el general Paz
Durante el gobierno de Juan Bautista Bustos fue oficial de las milicias provinciales. Cuando se produjo la invasión del general José María Paz, en 1829, y la derrota de los federales en la batalla de San Roque, emigró con sus hermanos a la provincia de Santa Fe. Se pusieron a órdenes del gobernador Estanislao López y, bajo sus órdenes, dirigieron una montonera de gauchos de la zona norte de la provincia. Varias veces hicieron entradas al territorio cordobés, aunque  en general no lograron vencer la resistencia del ejército unitario
En 1831, al producirse el ataque general de los ejércitos federales desde Santa Fe, dominaron varias zonas del norte de la provincia, aunque nunca enfrentaron abiertamente a fuerzas regulares. Apoyaron la entrada del ejército federal a la capital, y José Vicente fue nombrado gobernador; en la práctica, el gobierno era ejercido por un equipo formado por los cuatro hermanos.

## La campaña al desierto y una fracasada revolución
Formó dos regimientos especiales, con tropas elegidas de las montoneras, y con uno de ellos participó en la campaña al desierto a órdenes del general José Ruiz Huidobro. Combatió en la batalla de Las Acollaradas contra los indígenas ranqueles.
Facundo Quiroga pretendía atraer a la provincia de Córdoba a la órbita de los gobiernos que él dominaba. Ruiz Huidobro – con o sin orden expresa de Quiroga – decidió volcar la situación provincial en su favor, derrocando a los Reinafé. Para debilitarlos, acusó a Francisco Reinafé de desobediencia y lo mantuvo preso unos días; pero el gobernador, sin contradecirlo, ordenó que el reo le fuera enviado. Lógicamente, recobró la libertad mucho antes de llegar a la capital. En ausencia de Reinafé, Ruiz Huidobro se lanzó a la revolución.
El coronel Esteban del Castillo dirigió la revolución en las cercanías de la capital provincial, pero el coronel Camilo Isleño, con tropas de Reinafé, derrotó a sus enemigos en junio de 1833. Ruiz Huidobro huyó, y los Reinafé conservaron sólidamente el gobierno. Pero es posible que hayan jurado vengarse.
En 1834, Francisco Reinafé fue nombrado comandante militar de la provincia, con el grado de coronel, y también ocupó un  cargo judicial. Era el jefe de la familia en lo militar, y el mejor relacionado con Estanislao López, a quien reconocían como su superior.
Ese mismo año hizo una campaña contra los ranqueles en el sur de la provincia, pero fue derrotado completamente y perdió a muchos de sus mejores hombres.

## Barranca Yaco
A fines de ese año, Quiroga fue enviado por el gobernador porteño Manuel Vicente Maza y su amigo, el general Juan Manuel de Rosas, hacia las provincias del norte, a tratar de solucionar un conflicto entre los gobernadores de Salta y Tucumán. Los Reinafé se sintieron amenazados, y creyeron que Rosas y Quiroga se habían confabulado para derribarlos. Por eso Francisco y José Vicente viajaron a Santa Fe, a conferenciar con López. No se sabe qué hablaron, pero – por orden de López o sin ella – decidieron eliminar a Quiroga. Con ello pretendían salvar su gobierno, lograr la reelección y, de paso, quedar bien con Estanislao López, cuyo distanciamiento con Quiroga era público.
Volvieron a su provincia con la idea de asesinar a Facundo Quiroga a su paso por la provincia, pero éste se movió demasiado rápido. A su regreso, Guillermo Reinafé envió un capitán llamado Santos Pérez a interceptarlo, que mató a Quiroga y toda su comitiva en Barranca Yaco.
Aunque en un primer momento acusaron al gobernador santiagueño del crimen, pronto se supo que había ocurrido por orden de los Reinafé. José Vicente Reinafé debió resignar su intención de ser reelegido y, tras un rápido cambio de sucesores, finalmente se ordenó su captura. Guillermo y José Vicente fueron arrestados en Córdoba; José Antonio huyó a la provincia de Catamarca, pero también cayó preso.
Francisco se movió más rápido: organizó las tropas disponibles en el norte de la provincia, e intentó defenderse. Fue atacado en el paraje “Laguna Larga” por el mismo coronel Isleño que antes los había defendido y completamente derrotado huyó, llegando en dos días a Rosario, y ese mismo día se embarcó hacia Montevideo.
Se dedicó a la administración de unas estancias en el Uruguay. En Buenos Aires fue condenado a muerte en ausencia y, mientras sus hermanos eran ejecutados, se puso a órdenes del general Fructuoso Rivera, rebelde contra el presidente Manuel Oribe. De todos modos, Rivera decidió no usar sus servicios.

## Invasión a Santa Fe y muerte
En 1839 pasó  a la provincia de Corrientes, donde se unió al ejército provincial que, a las órdenes del general Juan Lavalle, invadió Entre Ríos al año siguiente. Para ampliar la extensión de la campaña que llevaba adelante, el general porteño necesitaba lanzar un ataque sobre Santa Fe y Córdoba, ya que sabía que podía contar con el apoyo de varias provincias del noroeste. Para ello envió a Santa Fe a Mariano Vera – el fundador de la autonomía de esa provincia, que la había dejado veintidós años antes – y al coronel  Francisco Reinafé. Después de ocupar Santa Fe, éste debía pasar a Córdoba y unirla a la "cruzada libertadora" de Lavalle.
A principios de marzo de 1840, los dos jefes desembarcaron con un escaso contingente al norte de la provincia de Santa Fe, en territorio que en ese momento era considerado parte del Chaco. Allí recibieron el apoyo de algunos indígenas mocovíes, que buscaban venganza de las derrotas que habían sufrido en campañas recientes contra el gobernador Juan Pablo López, hermano del fallecido Estanislao López. La población de la provincia no los apoyó, en parte justamente por la presencia de mocovíes junto a ellos. Y, cuando el ejército de Juan Pablo López le salió al cruce, los indígenas los abandonaron.
En la batalla de Cayastá, del 20 de marzo de 1840, las tropas de Vera y Reinafé fueron rápida y completamente derrotadas. Los dos jefes intentaron huir a través de un brazo del río Paraná, pero murieron ahogados en sus aguas.